# 1872陳奕迅
1872陳奕迅是商業二台叱咤903的一個電台特備節目，主持人為陳奕迅及細So，在2018年9月26日-28日一連三晚12點至1點播出。該節目屬於直播Live形式，並同步在Facebook直播。這個節目是陳奕迅首次擔任節目主持，並且是以烽煙形式進行。9月28日晚，好友楊千嬅更打上電台接通，並與陳奕迅隔空直接對話。此外，陳奕迅亦在節目中宣佈於10月27日舉行一個參考黎明「核心內圍」的免費音樂會，並以實名登記形式派發門票，旨在為清貧學生欣賞演唱會的機會。陳奕迅亦在節目為新專輯《L.O.V.E.》宣傳，這張專輯是以eason and the duo band合作製作的。

## 外部連結
- 9月26日節目（页面存档备份，存于）
- 9月27日節目（页面存档备份，存于）

- 9月28日節目（页面存档备份，存于）
- 881903節目重溫（页面存档备份，存于）